# Knieküchle

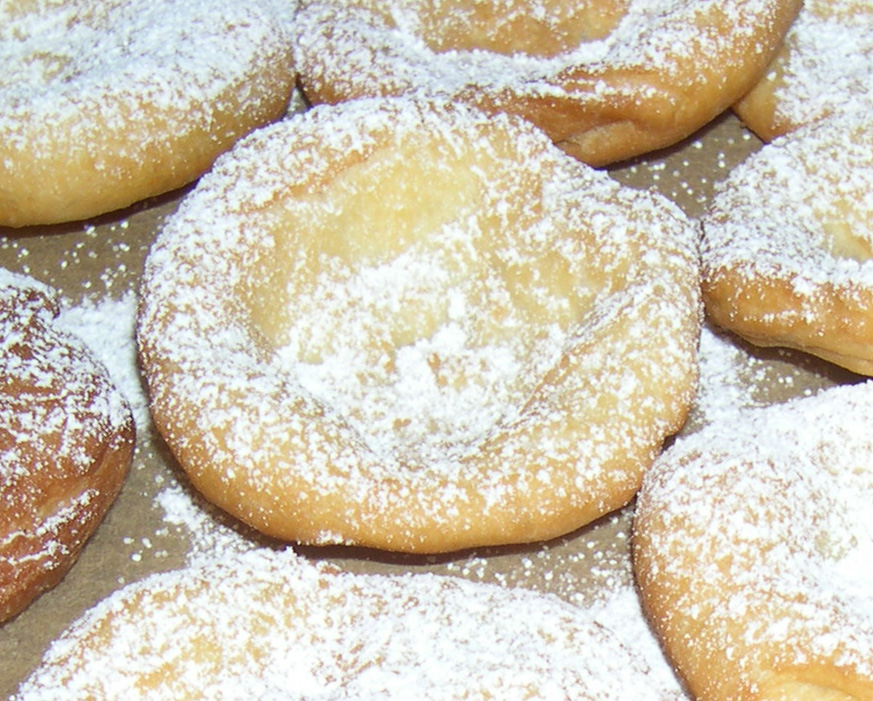
Unos Knieküchle

Los Knieküchle son pasteles tradicionales de la cocina alemana que se encuentran fácilmente en Franconia. Los Knieküchle se elaboran con masa de levadura con una pequeña forma abultada en el centro, se fríen en grasa y se recubren con azúcar en polvo espolvoreada sobre su superficie, tradicionalmente se sirven recién elaborados con una taza de café.

## Costumbres
Se cuenta que antiguamente este pastel se elaboraba de esta forma debido a que las chicas elaboraban en sus rodillas (Knie) la forma final del bollo, existe un dicho en Franconia que en dialecto de la zona viene a decir: Willst scheyne Schüssalasküchla baggn, brauchst braade Knie (en alemán: Willst Du schöne Schüssel-Küchle backen, so brauchst Du breite Knie) y es como decir que debes tener bonitas rodillas para hacer este bollo.